# Dorfkirche Benthen

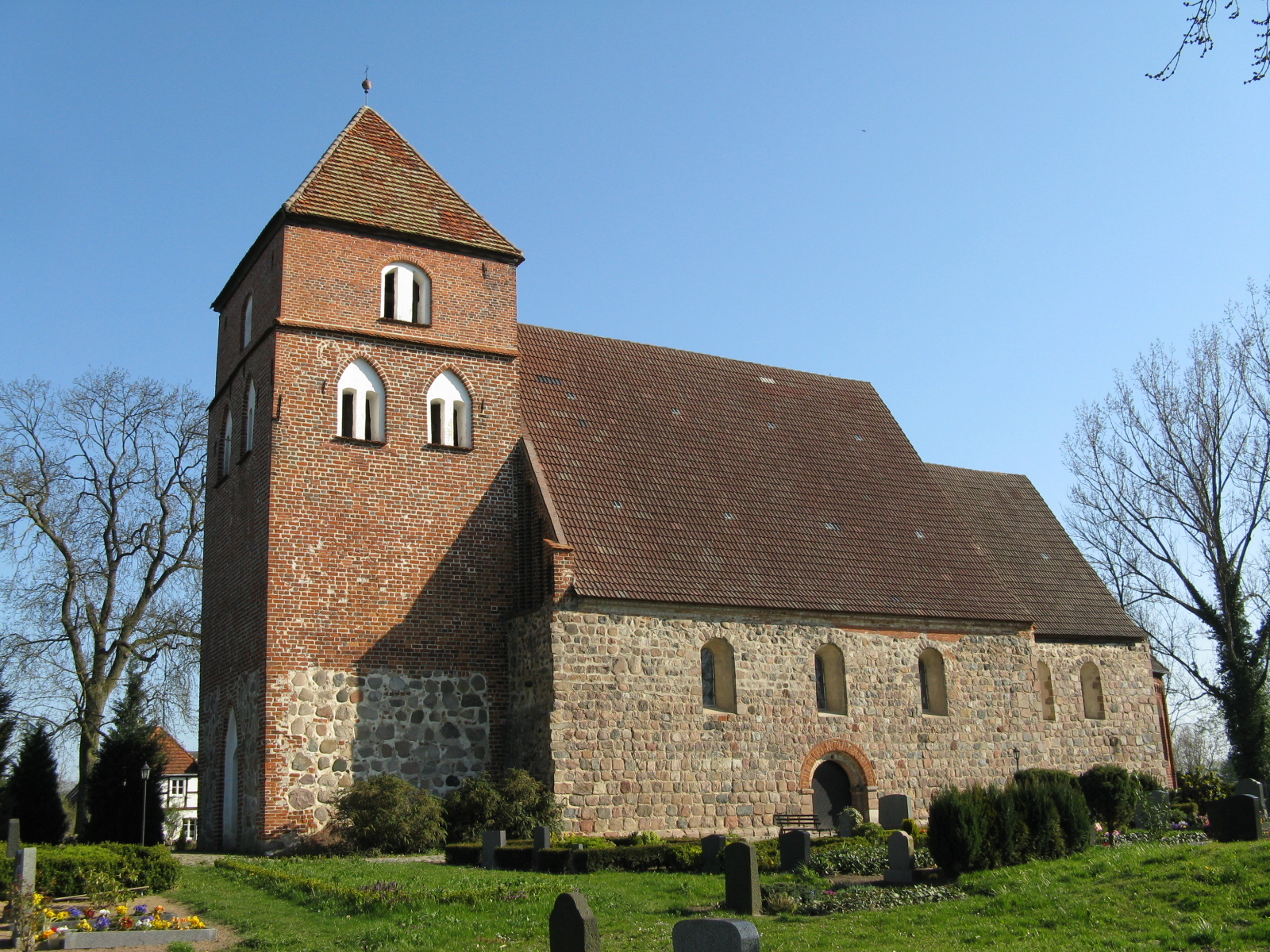
Dorfkirche Benthen (2008)

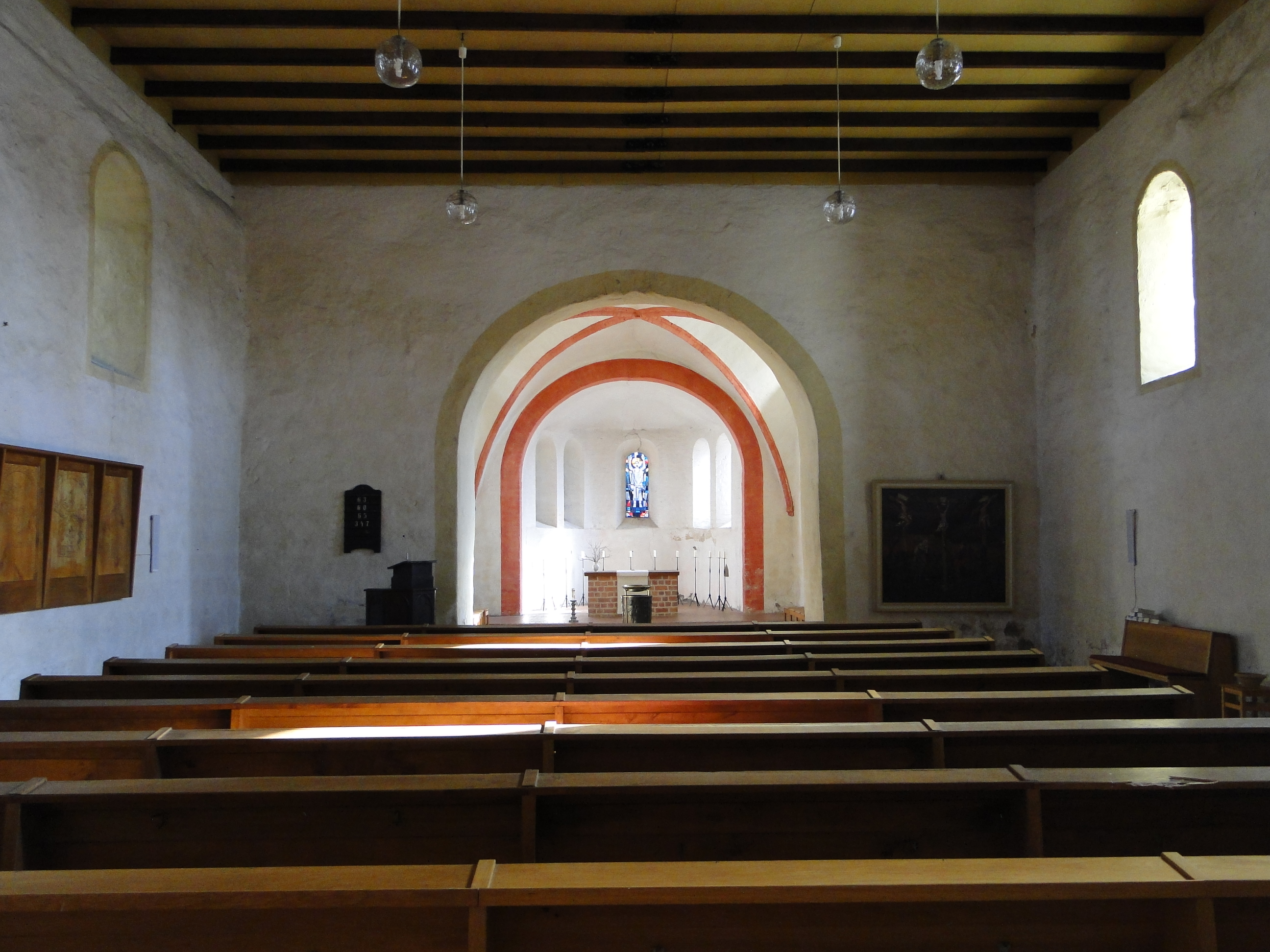
Blick auf den Chorraum (2013)

Die evangelisch-lutherische Dorfkirche Benthen ist ein denkmalgeschütztes Kirchengebäude in Benthen, einem Ortsteil von Werder, im Landkreis Ludwigslust-Parchim (Mecklenburg-Vorpommern). Die Gemeinde gehört zur Propstei Parchim im Kirchenkreis Mecklenburg der Evangelisch-Lutherischen Kirche in Norddeutschland (Nordkirche).

## Geschichte
Aus den Zeiten des Mittelalters ist über Benthen und seine Kirche nur eine Urkunde überliefert. Am 5. Juli 1267 weihte Bischof Hermann von Schwerin die Kirche zu Benthen im Besonderen zu Ehren des Apostels Matthias und der Heiligen Florentius und Cassius. Es handelt sich hier um eine Urkundenabschrift durch den Pfarrer Thomas Tideus von 1573, welcher den Zettel eingemauert im Altar zu Benthen gefunden hat. Er befand sich damals mit Hinrich Jaspar von Weltzien im Streit um das Patronat der Kirche.
Zu Anfang des 16. Jahrhunderts und auch später gab es öfters Konflikte zwischen denen von Passow und von Weltzien, die auf ihren nach Benthen eingepfarrten Gütern in Passow und Weisin saßen und an einzelnen Bauernhöfen in Benthen Anrechte hatten. Allmählich gewannen aber die von Weltzien das Übergewicht in Benthen. Weisin, Grambow und Benthen waren bis 1700 fest in ihrer Hand.
Danach wechselte bis 1945 ständig der Besitz. 1701 kaufte Hauptmann Adam Henning von Bülow das Gut Benthen vom Major Elar von Weltzien. Er legte den Tannenhof, der den Namen Eulenkrug führt, als eine Meierei von Benthen an. Nach seinem Tode 1738 ging Benthen wieder an die von Weltzien.
Als Filialen von Benthen wurden die Kirchen zu Passow und zu Weisin erstmals 1557 im Visitationsprotokoll bezeugt. Später übte jeder der Besitzer der drei Güter Benthen, Passow und Weisin auch das Patronat für seine Kirche aus.

## Baugeschichte
Auf dem höchsten Platz im Dorf befindet sich eine der merkwürdigsten Kirchen im Lande und außerordentlich gebauet. Die Kirche ist nämlich ganz im romanischen Baustyl und zur Hälfte von Felsen gebauet, der eben so merkwürdigen, ungefähr eine Meile entfernten Kirche von Frauenmark bei Crivitz außerordentlich ähnlich. Die stilistischen Merkmale des Bauens wie auch die für eine frühe Entstehung sprechende Reihung der einzelnen Bauglieder lassen das angegebene Datum 1267 als möglich erscheinen. Nach dendrochronologischer Datierung soll der Chor zwischen 1250 und 1260 erbaut worden sein. Auch die um 1230 durch den Ritter Hermann von Dargun in Frauenmark gegründete und im romanischen Übergangsstil erbaute Kirche ähnelt der in Benthen. An die wahrscheinlich zuletzt errichtete in Backstein ausgeführte Apsis schließt sich nach Westen der quadratische Chor an und an diesen ein breiteres, rechteckiges Schiff. Das Dachtragwerk stammt gemeinsam mit einem eingemauerten Ankerholz für den verlorenen Kaiserstiel der Apsis von 1375. Der spätgotische Ostgiebel über der Apsis wurde nach einem Brand mit größeren Backsteinen verblendet.
Die schon 1972 festgestellten Schäden führten Anfang Mai 1974 zum Einsturz von Teilen des Dachstuhls des Langhauses samt Giebel; dabei wurde diverses Kunstgut vernichtet. Nach Sperrung der Kirche am 7. Mai 1974 durch die Staatliche Bauaufsicht Lübz forderte der Rat des Kreises Lübz, Abt. für Inneres das Institut für Denkmalpflege in Schwerin zu fachlicher und finanzieller Unterstützung auf, um den entstandenen Schandfleck in Benthen recht bald beseitigen zu können. Der vollständige Dachneubau dauerte unter den damaligen Bedingungen nur sechs Jahre. Zum 3. Advent 1979 konnte die Kirchgemeinde in Benthen ihre Kirche wieder in Gebrauch nehmen.
Die Kirchweihe fand am 11. Mai 1980 statt. Die Pfarrstelle war schon seit zehn Jahren vakant und wurde erst 1983 wieder besetzt. 2018 erfolgte durch das Ingenieurbüro Klein und Wagner aus Borkow eine umfassende Bestandsaufnahme und Schadensdokumentation, doch mit der Kirchensanierung konnte erst im Mai 2020 begonnen werden. Die Dachdeckung über dem Langhaus, Chor und der Apsis waren mit Betondachziegeln eingedeckt und die sparsame Dachkonstruktion war mit Zugdiagonalen aus Rundstahl gesichert worden. Der Dachstuhl wurde durch die Zimmerei Mohn aus Crivitz erneuert und die Dachdecker Gawron aus Carlshof deckten das Kirchendach mit neuen Dachziegeln im Herbst 2020 ein.

## Baubeschreibung

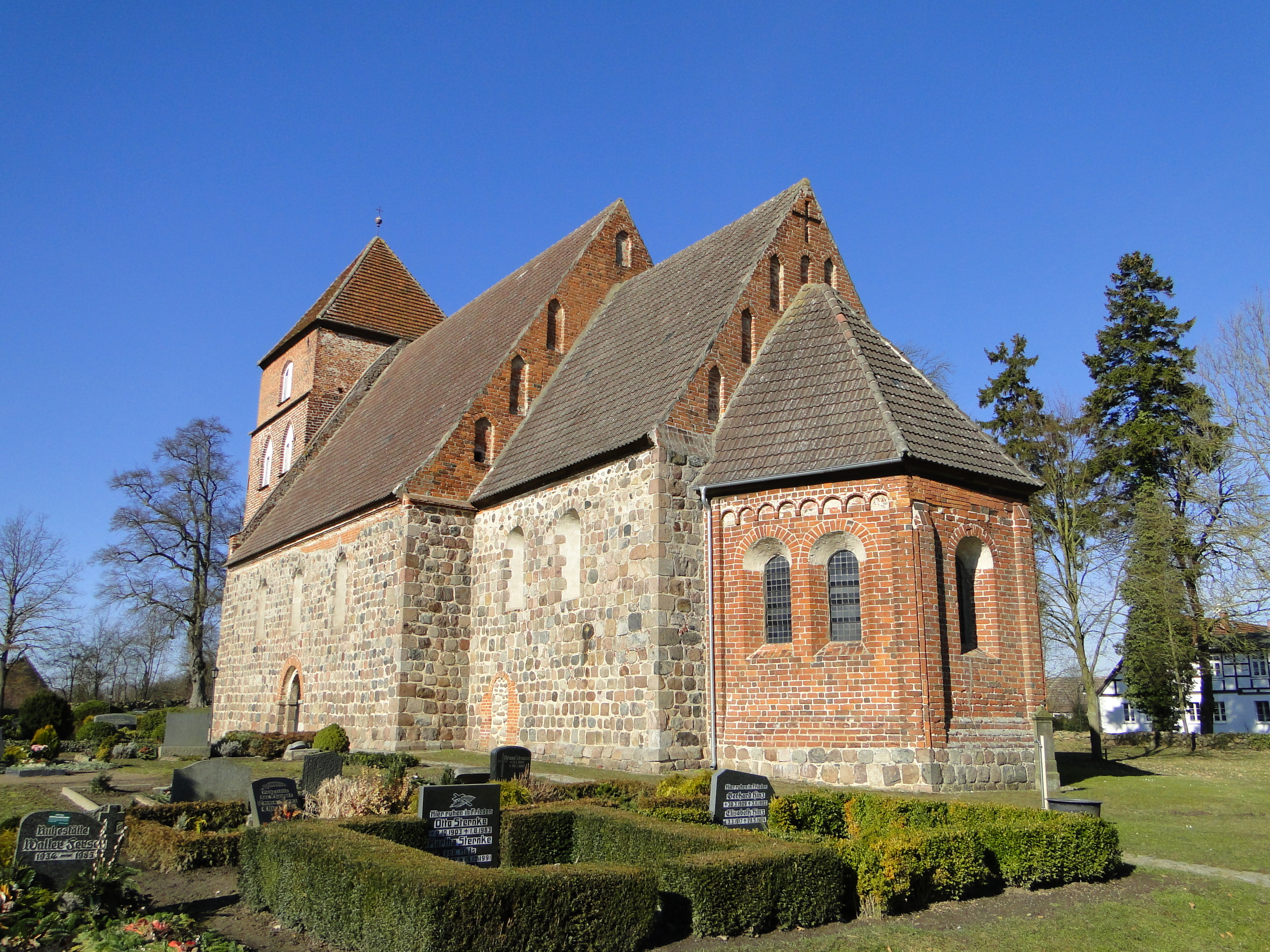
Ansicht des Chores von Südost (2013)

Die Feldsteinkirche von Benthen ist einerseits ein Feldsteinbau märkischer Bauart, besitzt aber anderseits einen ungewöhnlich apsidialen Chorabschluss aus Backstein, der zwar gleichzeitig errichtet wurde, aber trotzdem wie angesetzt wirkt.

### Äußeres

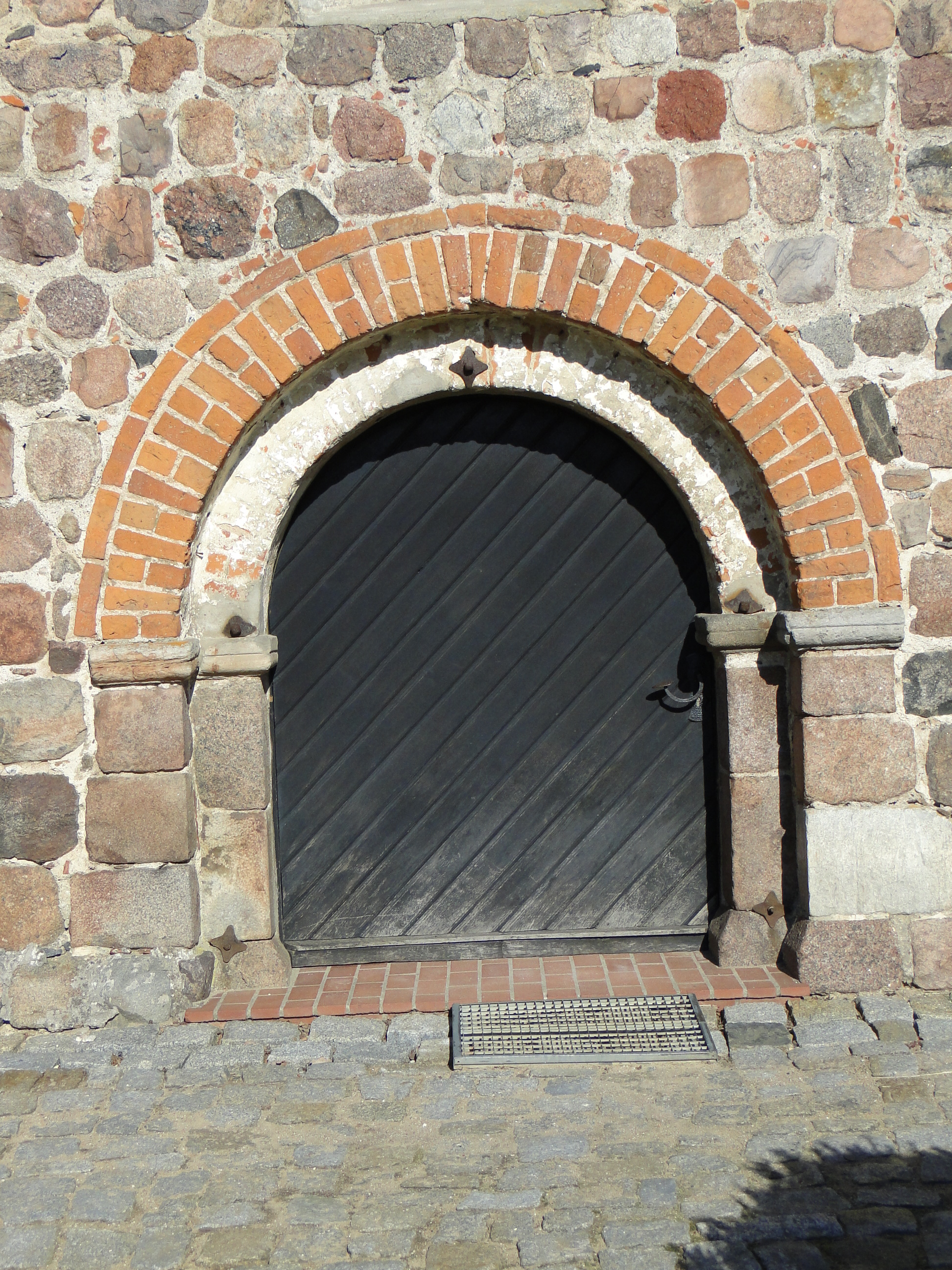
Portal mit Granitpfeilern an der Südwand (2013)

Die romanische Back- und Feldsteinkirche mit charakteristischer Staffelung von Apsis, Chor, Langhaus und Turm wurde um 1250 im romanischen Stil begonnen.
Der fast quadratische Westturm von sieben Metern äußerer Breite, einer Wanddicke von 1,60 Metern und einer Höhe von 22 Metern wurde mit einem Feldsteinuntergeschoss um 1300 errichtet. Das obere, etwas eingezogene Geschoss wurde 1776 in Backstein aufgemauert. Das Backsteinmauerwerk der Westwand des Turmes wurde durch Rautenmuster aufgelockert. Die Schallöffnungen sind spitzbogig und bei der letzten Sanierung 1999 durch weißen Kalkanstrich sichtbar gemacht worden. Der Turmhelm ist als Zeltdach mit Kaiserstiel errichtet und mit einer Kugel und einem Kreuz bekrönt. Im Innern des Turmes reicht das Feldsteinmauerwerk bis in das Glockengeschoß, die Mauerziegel im Glockengeschoß sind auf der Innenseite mit einer Fugenritzung versehen. Die unteren Turmfenster sind mit Spitzbogenblenden versehen, in denen jeweils zwei Flachbogenfenster stehen.
Die westliche Eingangspforte mit Flachbogen und Laibung wurde stark eingezogen und darüber noch mit einer Supraporte und einer Spitzbogenblende versehen. Vermutlich gab es auch eine Kirchturmuhr, denn auf dem Turmboden befindet sich noch ein altes Uhrwerk. Dort stehen auch drei Ehrentafeln von in den Kriegen gefallenen Benthener Bürgern, darunter auch ein Verzeichnis der decorirten Veteranen der Gemeinde Benthen aus den Feldzügen 1808–1815.
Die Außenwände des fast 18 Meter langen und 13 Meter breiten Kirchenschiffes und des Chors sind sorgfältig in Reihen aus grauen Granitquadern ausgeführt worden, die Ecken und der Sockel aus behauenen Feldsteinen. Die Fugen wurden bis in zwei Meter Höhe eingeritzt und sind heute noch erhalten. Die gemauerten Backsteingiebel sind mit Rundbogenblenden verziert. Das Satteldach des Langhauses wurde nach dem Einsturz 1974 mit Betondachziegeln eingedeckt. Den Westabschluss des Schiffes bildet ein Ziergiebel mit überschnittenen Rundbogenstäben. Alle Fenster und die Hauptpforte sind im Rundbogen gewölbt, die Fensterlaibungen mit behauenen Quadern versehen. Das eingestufte romanische Rundbogenportal an der Südwand des Langhauses wurde im 18. Jahrhundert verändert. Die Pfeiler auf beiden Seiten sind aus behauenem Granit und von einer als Kämpfer hervorspringenden Granitplatte bedeckt. Darauf ruht die halbkreisförmige Türwölbung aus Klosterformatsteinen. Die sogenannte Priesterpforte auf der Südseite des Chors wurde mit Feldsteinen zugemauert.
Der Chor besteht fast komplett aus behauenen Feldsteinen. Die Sockelsteine des Chores, am Langhaus und am Turm wurden abgekantet geschlagen, im Wandgefüge sind stellenweise Doppelritzungen im Fugenbereich erkennbar. An der Nordseite befand sich ein gewölbter Anbau.
Die halbkreisförmige Apsis ist in Backsteinen im Klosterformat gemauert, steht auf einem Feldsteinsockelfundament und schließt an der Außenseite dreiseitig ab. Sie ist mit Lisenen und einem Rundbogenfries verziert und wird durch fünf relativ große rundbogige Fenster belichtet. Der äußere dreiseitige Umriss ist in der weiteren Umgebung ohne Beispiel, denn die beiden westlichen Seiten sind geschwungen, die östliche Wand aber gerade.

### Inneres

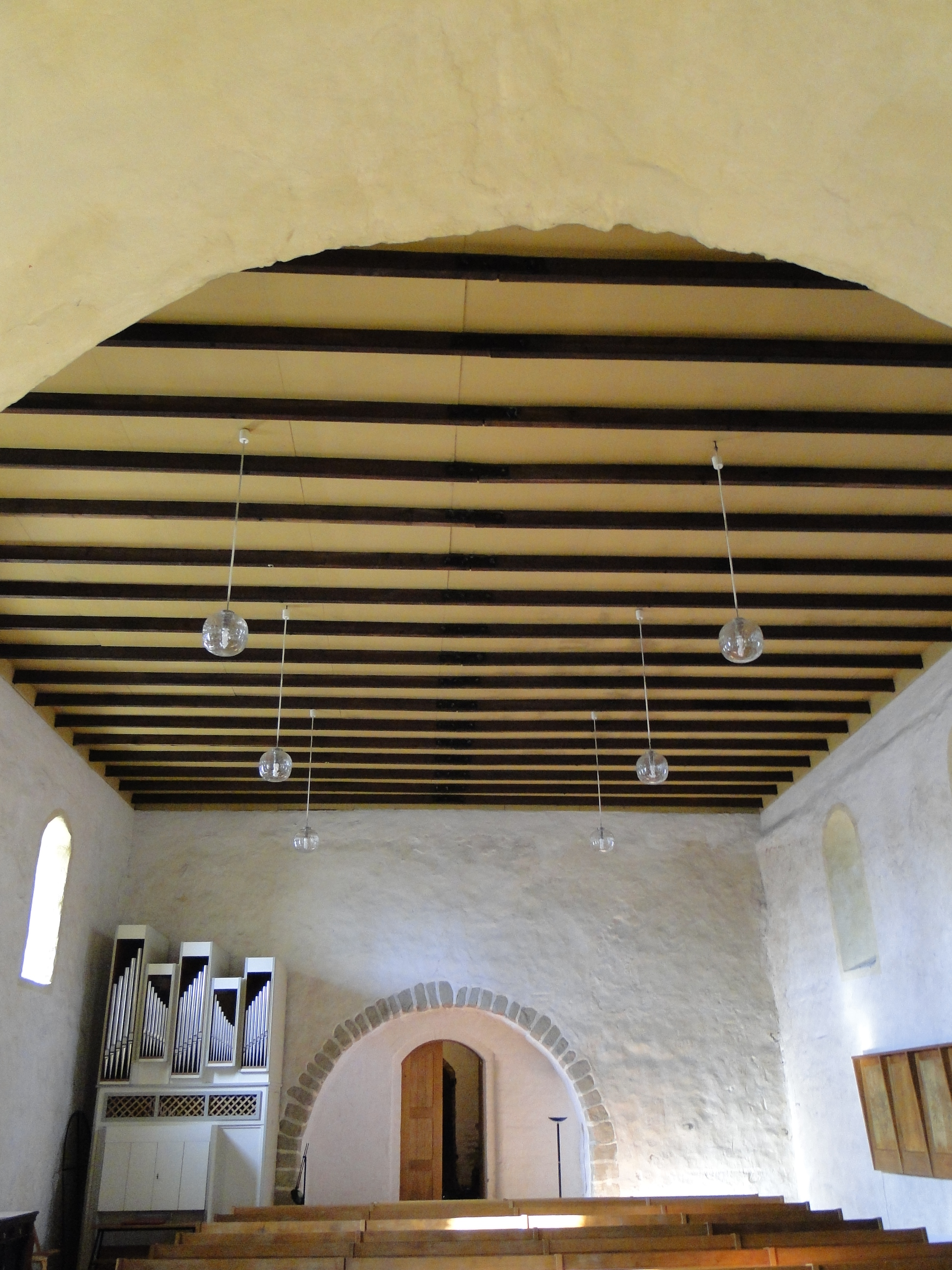
Blick durch das Schiff auf die Westwand mit Orgel, Ansicht der Balkendecke, rechts Wappentafeln (2013)

Das weiß verputzte Langhaus als saalartiges Schiff hat eine flache Balken- und Bretterdecke. Der eingezogene, fast quadratische Chor mit seinem derben Kreuzgewölbe auf Bandrippen wird durch einen rundbogigen Triumphbogen von der Apsis getrennt, die als Konche ausgebildet wurde.
Von 1958 bis 1962 erfolgte die erste komplexe Innenrenovierung, wobei die Kirche ihre jetzige Ausstattung bekam.
Die von Behr-Negendanksche Empore an der Nordseite des Langhauses wurde ohne Genehmigung abgebrochen. Der Chor wurde von allen früheren Einbauten befreit und der Altarblock aus der Apsis weit in den Chor nach vorn gezogen. In der Blickachse davor schon im Chor befindet sich die neue Tauffünfte, links davon eine schlichte Holzkanzel und an der rechten Wandseite das auf Holz gemalte Tafelbild.
- Das östliche Buntglasfenster Auferstandener in der Apsis schuf 1962 der Rostocker Künstler und Restaurator Lothar Mannewitz.
- Die kunstvolle metallene Tauffünfte mit vier Szenen der Heilsgeschichte stiftete 1964 Bischof Niklot Beste, der in Benthen seine erste Pfarrstelle hatte.[8]
- Das Tafelbild eines unbekannten Künstlers an der rechten Ostwand im Kirchenschiff ist wohl eine Arbeit des 18. Jahrhunderts, es zeigt Christus auf dem Berg Golgotha, im Hintergrund ist Jerusalem zu sehen.
- Die Grabplatte für den Pastor Petrus Gunnibertus (Peter Guntbert) befindet sich im Fußboden des Kirchenschiffs: Die Inschrift lautet: H. PETRUS GUNNIBERTUS 35 JAHR PASTOR ZU BENTHEN STARB SELIG AO 1671 ALT 71 JAHR.[19]

#### Patronatsgestühl
Von dem herrschaftlichen Gestühl aus Eichenholz, dass 1585 die Patronatsfamilie von Weltzien anfertigen ließ, sind heute nur noch zehn geschnitzte Wappentafeln vorhanden. Einst stand das Gestühl an der Westwand im Kirchenschiff, das für die Männer an der Südseite und für die Frauen an der Nordseite. Das Gestühl von 1585 wurde schon 1961 abgebrochen. Nach dem Einsturz des Dachstuhls vom Langhaus und der Holzbalkendecke 1974 wurden die geborgenen zehn Wappentafeln nach Abschluss der Aufbauarbeiten 1979 an der Nordwand aufgehängt.

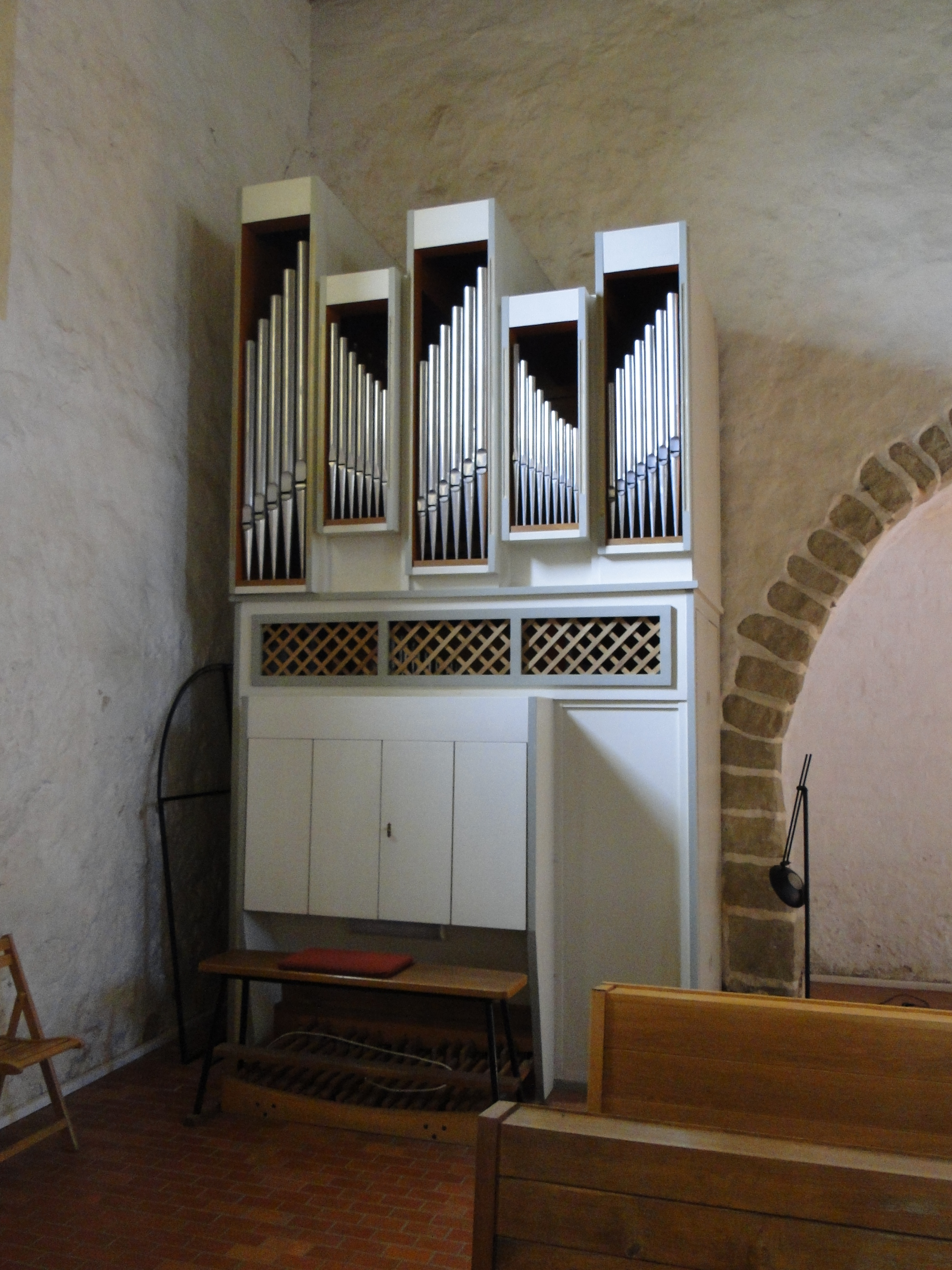
Die neue Orgel von Wolfgang Nußbücker (2013)

Die eingeschnitzten Wappen, Namen und Jahreszahl 1585 lauten:
von Weltzien: Achim Weltzin, UNSER SELIGER FADER, GNADE EHM GOTH., Jasper Weltzien, Pilip Weltzin, GNADE EHM GOTH., Hinrich Weltzin, Achim Weltzin.
von Grabow: Dorothea von Grabow.
von Passow: Maddalena von Passow.
von Warnstedt: Margareta von Warnstedt.
von Bülow: Elisabeth von Bülow.
von Behr: Anna von Beren.

#### Orgel
Die Orgel (II/P/9+4) wurde 1990 durch den Plauer Orgelbaumeister Wolfgang Nußbücker gebaut und steht ebenerdig an der Westwand. Der Prospekt besteht aus fünf asymmetrischen Feldern mit Pfeifen der Principale über dem zentralen Spielschrank. Die Vorgängerorgel (I/5) baute 1862 Friedrich Friese III, sie wurde 1974 beim Einsturz des Dachstuhles vom Langhaus zerstört.

#### Glocke

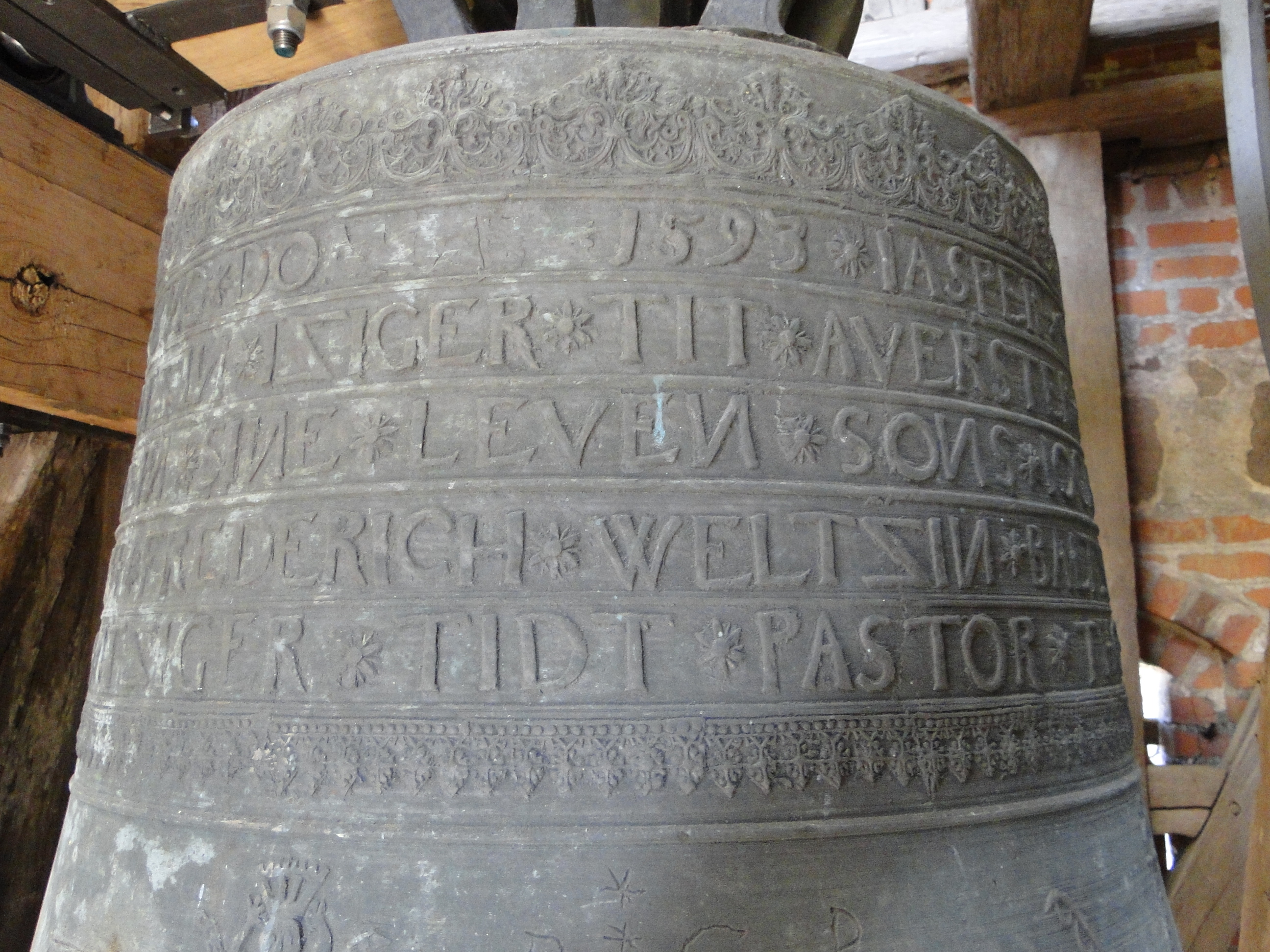
1593 gegossene Glocke (2013)

Im Glockenstuhl des Turmes hängt nur noch eine Glocke, die 1593 in Lübeck gegossene 1,06 Meter große und 730 kg schwere Glocke MARTA BIN ICK GENANNT. Der Schweriner Großherzogliche Museumsdirektor Walter Josephi fertigte am 23. April 1917 ein Gutachten an und ordnete die Glocke im Kriegsjahr 1917 unter einen besonderen wissenschaftlichen und geschichtlichen Kunstwert  ein.
Die obere Inschrift in fünf Reihen auf der Marthaglocke lautet: ANNO DOMINI 1593 JASPER WELZIN GNAD IHM GODT PATRON GEWESEN HENRICH WELTZIN IZIGER TIT AVERSTEN PATRON DER KERKN THO BENTHEIM HENRICH WELTZIN SINE LEVEN SONS JOCHIM WELTZIN JVRGEN WELTZIN MELCHER WELTZIN ADELOFF FRIEDRICH WELTZIN BALTZER WELTZIN HENNINCK PASSOW HER JOHANN DIDRICH ITZIGER ZIDT PASTOR THO BENTHEN HANS KAFOLT TONS LVBEKE danach folgt das Giesserzeichen. Unten am Schlagring ist zu lesen: CONVOCO VIVOS AD TEMPVLM MORTUOS AD SOPULC HRVM MICHGEL WESTFAL HANS KROGER GHIM DVNKER. Im Feld vorn und hinten befinden sich die Wappen von Weltzien, von Bülow, von Passow, von Restorff sowie eine weitere ältere Inschrift: MARTHA BIN ICK GENANNT.
1996 wurde bei einer Untersuchung der Glocke festgestellt, dass der Klöppel zu schwer war. Es wurde ein leichterer geschmiedet und gleichzeitig eine elektrische Läuteanlage mit Schaltuhr eingebaut.
Ursprünglich hing ab 1689 noch eine zweite, größere Glocke im Turm. Diese soll 1789 der damalige Pastor Johann Samuel Hintze mit den Herren Langfeld zu Weisin zerschlagen haben und nach Wismar zu einem Neuguss gebracht haben. Der ist aber nie erfolgt. In der 1860 von Pastor Joachim Heinrich Franck angefangenen handschriftlichen Chronik ist zu lesen, dass 1703 die Kirche an Einkünften nur das Glockengeld für jede Leiche Erwachsener 12 Schillinge und das Geld … durch den Klingelbeutel hat.

## Pastoren
Namen und Jahreszahlen bezeichnen die nachweisbare Erwähnung als Pastor.
| - 1555–1561 Andreas Wüsthoff - 1562–1573 Thomas Tideus - 1574–1595 Johann Didrich - 1596–1635 Caspar Thurmann - 1636–1671 Petrus Gunnibertus (Peter Guntbert) - 1672–1701 Johannes Lantzius - 1702–1741 Johann Lantzius - 1741–1755 Adam Lantzius - 1758–1788 Gustav Christian Drosten - 1789–1822 Johann Samuel Hintze aus Calbe bei Magdeburg - 1824–1852 Hans Friedrich Wolf - 1853–1884 Joachim Heinrich Franck | - 1884–1910 Emil A. H. Ehlers - 1911–1916 Woldemar Walter - 1916–1926 Gustav Heydenreich - 1927–1932 Niklot Beste - 1932–1939 Franz Kamin - 1945–1951 Egon Maaß - 1952–1965 Siegfried Köster - 1966–1971 Heinrich Stühmeier - 1983–1993 Reinhard Holmer - 1994–2000 Mitchell Grell - 2002–2005 Konstanze Helmers - 2007– 0000 Riccardo Freiheit |

## Heutige Kirchengemeinde
Zur Evangelisch-Lutherischen Kirchengemeinde Benthen gehören die Orte Benthen mit Kirche, Charlottenhof, Neu Benthen, Passow mit Kirche, Tannenhof, Weisin mit Kirche, Weltzin und Werder. Die Kirchengemeinde Benthen mit Pfarrsitz ist verbunden mit der Kirchengemeinde Granzin.

### Gedruckte Quellen
- Mecklenburgisches Urkundenbuch (MUB)
- Mecklenburgische Jahrbücher (MJB)

### Ungedruckte Quellen
Landeshauptarchiv Schwerin (LHAS)
- LHAS 2.12-3/2 Klöster und Ritterorden. Nr. 126.
- LHAS 3.2-3/1 Landeskloster/Klosteramt Dobbertin. 4.2 Klagen, Schuldforderungen.
- LHAS 5.12-3/1 Mecklenburg-Schwerinsches Ministerium des Innern.
- LHAS 5.12-4/3 Ministerium für Landwirtschaft, Domänen und Forsten, Abt. Siedlungsamt.
- LHAS 5.12-7/1 Mecklenburg-Schwerinsches Ministerium für Unterricht, Kunst. geistliche und Medizinalangelegenheiten.
- LHAS 9.1-1 Reichskammergericht. Prozessakten 1459–1806.

Landeskirchliches Archiv Schwerin (LKAS)
- LKAS, OKR Schwerin, Kirchenbücher 1673–1877.
- LKAS, OKR Schwerin, Specialia, Abt. 1 Nr. 050 Benthen, Passow, Weisin.
- LKAS, OKR Schwerin, Specialia, Abt. 3 Nr. 518 Benthen, Passow.
- LKAS, OKR Schwerin, Specialia, Abt. 4 Nr. 753 Benthen, Passow.
- LKAS, OKR Schwerin, Pfarrarchiv Benthen 1937–1961.
- LKAS, OKR Schwerin, Pfarrarchiv Lübz 1912–1913.

Landesamt für Kultur und Denkmalpflege Mecklenburg-Vorpommern (LAKD)
- LAKD, Abt. Landesdenkmalpflege, Archiv, Akte Kirche 1961–2000.